# Funk rock
Funk rock [fânc roque], também grafado funk-rock, é um gênero musical que funde elementos de funk e de rock. James Brown e outros declararam que Little Richard e sua banda de rock da década de 1950, The Upsetters, foram os primeiros a colocar o funk no rock and roll, com um biógrafo afirmando que sua música "provocou a transição musical do rock and roll da década de 1950 para o funk da década de 1960.
A primeira encarnação do funk rock registrada foi ouvida no final da década de 1960 e em meados da década de 1970, por artistas como The Jimi Hendrix Experience (mais tarde em outro grupo, Band of Gypsys), Eric Burdon e War, Redbone, Rick Derringer, David Bowie, Aerosmith, Wild Cherry, Average White Band, Gary Wright, Trapeze, The Bar-Kays, Black Merda, Parliament-Funkadelic, Betty Davis e Mother's Finest. Durante a década de 1980 e 1990, o funk rock experimentou uma onda de popularidade, com bandas como Tom Tom Club, Pigbag, INXS, Talking Heads, Devo, Fine Young Cannibals e Cameo experimentaram o som. Grupos como Rage Against the Machine, Incubus, Red Hot Chili Peppers, Mr. Bungle, Faith No More e Primus também combinaram funk rock com metal, punk, hip hop e música experimental, levando ao surgimento do gênero conhecido como funk metal ou "punk-funk".

## Características
Funk rock é uma fusão de funk e rock. Muitos instrumentos podem ser incorporados à música, porém o som é caracterizado por um baixista definitivo ou bateria rítmica e guitarras elétricas. O baixo e a bateria rítmica são influenciados por funk, com mais intensidade, enquanto que a guitarra pode ser influenciada ou por funk ou por rock, geralmente com distorção, que é semelhante ao overdrive e o fuzz.

## História do gênero

### Funk rocknos anos de 1960 e 1970
Jimi Hendrix foi o primeiro artista a combinar ritmos e riffs de início de funk e rock no seu som, em 1964, ao tocar com a banda Isley Brothers, Hendrix havia tocado uma fusão de soul e rock na faixa Testify. Um exemplo de funk rock é "Little Miss Lover" (1967), já com o The Jimi Hendrix Experience. Seu álbum ao vivo Band of Gypsys tem características funky em riffs e ritmos (especialmente a canção "Power of Soul"). Em seu álbum inacabado, também incluiu as canções funk-rock "Freedom", "Izabella" e "Straight Ahead".
Ainda nos anos 60, a banda Sly and Family Stone promoveu uma mistura de soul, rock psicodélico e funk, chegando até a a participar do Festival de Woodstock, junto com Hendrix.
George Clinton é considerado o padrinho deste género desde 1970, Clinton criou o nome "P-funk" para os novos conceitos inovadores de funk que ele junto com antigos membros da banda de James Brown (como Maceo Parker e Bootsy Collins) e os novos músicos como um guitarrista que rivalizava com Hendrix chamado Eddie Hazel. Seus grupos, Funkadelic e Parliament, praticamente definiu o funk com influências de funk rock, no álbum clássico do Funkadelic, Maggot Brain (1971). Os últimos álbuns funk-rock produzidos pelo grupo incluem "Cosmic Slop", "Standing on the Verge of Getting It On", "Hardcore Jollies" e "Let's Take It To The Stage". Mais tarde, álbuns como "One Nation Under A Groove" e "Electric Spanking of War Babies" tinham um som um pouco mais radiofônico, mas ainda conservavam grande parte dos elementos funk-rock do grupo. Estes trabalhos foram a principal influência sobre toda uma geração de artistas do funk e do hip hop, como Red Hot Chili Peppers e Snoop Dogg por exemplo.
Outros pioneiros do funk-rock na década de 1970 foram a banda de rock britânico Trapeze e bandas americanas como "Shotgun", "Mother's Finest" e "Black Nasty". A também cantora e modelo Betty Davis gravou importantes álbuns funk rock. O funk rock não possui gravações comerciais de R&B. Os guitarristas do Chic, por exemplo, desejavam, inicialmente, gravar um álbum funk rock, mas acabaram se tornando uma banda disco depois de serem contratados por gravadoras. Apesar da sua considerável influência na música popular, o fenômeno funk rock não foi muito visível durante a década de 1970. Apenas alguns funk rocks foram gravados.

### Influência maior do em grupos dos anos 1970
Além de surgirem alguns poucos de grupos de funk rock, muitas bandas da década de 1970 tiveram influências de funk rock em seus sons. Esses casos incluem The Rolling Stones ("Miss You" e "Hot Stuff"), Led Zeppelin ("The Crunge" e "Trampled Under Foot") e o cantor David Bowie com seu hit "Fame"; as fases III e IV do Deep Purple (com Glenn Hughes do Trapeze, David Coverdale do Whitesnake e Tommy Bolin do "The James Gang") colocaram elementos do funk, em canções como "Sail Away (Tomorrow)" e "Coronarias Redig", que foi o motivo para a saída do guitarrista Ritchie Blackmore; artistas americanos como Frank Zappa ("My Guitar Wants To Kill Your Mama", "Dirty Love" e "I'm The Slime", como bons exemplos), "Fly Like an Eagle", Aerosmith ("Last Child"), Edgar Winter Group ("Frankenstein"), Kiss (no seu cover de "New York Groove " e na sua canção original "I Was Made for Lovin' You") e Gary Wright ("My Love is Alive"). Um bom exemplo é o início do Synth-funk também, com bandas como Graham Central Station de Larry Graham, Rufus, e os The Isley Brothers (álbuns "The Heat Is On" e "3 + 3"): todos experimentaram a mistura dos ritmos do funk e do rock.

### Anos 1980
No início da década de 1980, Gang of Four, Iggy Pop no seu LP "The Idiot", The Big Boys, Xavion (um grupo afro-americano cujo álbum "Asylum/Miragte" de 1984, da formação anterior do Living Colour) & Rick James, juntamente com a New Wave de Blondie, Pere Ubu e Talking Heads, criaram a sua própria boa mistura de punk e funk. Uma canção famosa de funk rock desse período foi de "Another One Bites the Dust" pela banda de rock britânica Queen, presente no álbum The Game de 1980. Eric Clapton lançou o álbum August em 1986, com varias baladas e canções de funk rock, incluindo um apreciadíssimo dueto com Tina Turner em "Tearing Us Apart", sobre problemas na sua relação com Pattie Boyd.
Os representantes do gênero desde a década de 1980 aos dias atuais incluem Red Hot Chili Peppers, Jane's Addiction, Fishbone, Mr. Bungle, Primus, Living Colour, Spin Doctors, bem como as levadas da antiga banda do Prince, The Time, e hits de Mazarati: todos criando, ampliando e definindo o funk rock.

### Anos 1990
No início da década de 1990, várias bandas combinaram ritmos funk de guitarra com outros típicos do heavy metal, resultando no funk metal, onde a ênfase está no uso de guitarra distorcida e sons mais pesados na mistura. O funk rock emprega um incendiário som de guitarra distorcida, e as canções dão ênfase a uma batida com proeminentes linhas de baixo mais rítmicas do que é conhecido como R&B. Um dos melhores exemplos da fusão é "Blood Sugar Sex Magik', do Red Hot Chili Peppers, um sucesso de público e crítica.
Lenny Kravitz é um dos mais evidentes músicos na fusão de rock como ritmos e riffs do funk. Isso pode ser percebido em faixas como "Tunnel Vision", "Always on o Run" e "American Woman". Incubus tem produzido canções no gênero, presentes nos álbuns "Fungus Amongus" e "S.C.I.E.N.C.E.". Durante a realização do seu aclamado álbum de estúdio "Voodoo" (2000), o neo soul músico D'Angelo foi influenciada pelo som do funk rock do P-Funk e Jimi Hendrix, entre outros artistas, em seu single "Untitled (How Does It Feel)". Este tem sido apontado pelos críticos por conter elementos muito parecidos com o som de Maggot Brain do Funkadelic.
Algumas bandas de britpop como Blur, também experimentar fusões de funk e rock, sobretudo em linhas de baixo.